# Gamarthe
Gamarthe (baskisch Gamarte) ist eine französische Gemeinde mit 127 Einwohnern (Stand 1. Januar 2022) im Département Pyrénées-Atlantiques in der Region Nouvelle-Aquitaine (vor 2016: Aquitanien). Die Gemeinde gehört zum Arrondissement Bayonne und zum Kanton Montagne Basque (bis 2015: Kanton Saint-Jean-Pied-de-Port).
Die Einwohner werden Gamartear genannt.

## Geographie
Gamarthe liegt ca. 55 km südwestlich von Bayonne im französischen Teil des Baskenlands. Der Ort ist Teil des Pays de Cize, eines historischen Landstrichs im Nieder-Navarra.
Umgeben wird Gamarthe von den Nachbargemeinden:
| Ainhice-Mongelos |                                             | Larceveau-Arros-Cibits |
| Lacarre          | Kompassrose, die auf Nachbargemeinden zeigt | Ibarrolle              |
|                  | Bussunarits-Sarrasquette                    |                        |

Gamarthe liegt im Einzugsgebiet des Flusses Adour. Ein Nebenfluss des Laurhibar, der Ruisseau Arzuby, hier auch Bassaburuko Erréka genannt, entspringt ebenso wie sein Nebenfluss Ruisseau Tosca und der Fluss Erreka Handia auf dem Gemeindegebiet. Der Ruisseau de Laminosine, ein Nebenfluss der Bidouze, durchquert das Gebiet der Gemeinde im südöstlichen Teil.

## Geschichte
Von der Geschichte Gamarthes ist nicht viel überliefert. Die Gemeinde wurde eine Zeit lang mit Mineral- oder Heilquellen in Verbindung gebracht, was die Herkunft des Namens erklären würde. Er stammt wahrscheinlich aus dem baskischen gamo-arte, deutsch „zwischen zwei Heilwasser“. Im Mittelalter war die Gemeinde eine Nebenstelle der Pfarrgemeinde von Lacarre.
Toponyme und Erwähnungen von Gamarthe waren:
- Amoart (1292),
- Gamoart (1304, 1309, 1350, 1366),
- Gamoart (1513, Urkunden aus Pamplona),
- Gamarte (1750, Karte von Cassini) und
- Sanctus Laurentius de Gamarte (1767, Manuskripte des 17. und 18. Jahrhunderts des Bistums Bayonne).[3][4][5]

### Einwohnerentwicklung
Nach Höchstständen der Einwohnerzahl mit über 300 Einwohnern in der ersten Hälfte des 18. Jahrhunderts reduzierte sich die Zahl bei kurzen Erholungsphasen bis zu den 1990er Jahren um insgesamt über zwei Drittel auf rund 100 Einwohner. Dieser insgesamt negative Trend setzte sich seitdem nicht mehr fort, aber ein anhaltendes Wachstum ist nicht zu erkennen.
| Jahr      | 1962 | 1968 | 1975 | 1982 | 1990 | 1999 | 2006 | 2009 | 2022 |
| --------- | ---- | ---- | ---- | ---- | ---- | ---- | ---- | ---- | ---- |
| Einwohner | 137  | 132  | 113  | 113  | 105  | 105  | 113  | 122  | 127  |

## Sehenswürdigkeiten
- Pfarrkirche von Gamarthe, gewidmet Laurentius von Rom. Sie wurde zwar 1767 erstmals erwähnt, aber an ihrer einfachen Struktur mit einem Kirchenschiff lässt sich ein Ursprung aus dem Mittelalter datieren. Die Tür an der Westseite stammt aus dem beginnenden 17. Jahrhundert. Gegen Ende desselben Jahrhunderts kam es zu größeren Restaurierungen und Umbauten, wie sechs Jahreszahlen zeigen: 1780 auf dem Sturz der heute zugemauerten Tür des Vorbaus im Westen und 1783 auf einem ehemaligen Fenster der Sakristei, auf einem Ringanker an der Apsis sowie auf drei Maueröffnungen auf der Südseite. Dies weist auf den Bau der Sakristei, des Vorbaus und der Durchbrüche von neuen Fenstern im Langhaus hin. Das Rathaus ist vermutlich am Ende des 18. oder zu Beginn des 19. Jahrhunderts in einem Stockwerk oberhalb des Vorbaus der Kirche eingerichtet worden. Im Laufe des 19. und des 20. Jahrhunderts ist das gesamte Gebäude erneut restauriert worden. Die heutige Kirche ist mit einem Schieferdach gedeckt, auf deren Spitze der viereckige Glockenturm mit seinem ebenfalls schiefergedeckten Zeltdach aufragt. Eine Außentreppe führt zum Rathaus als auch in das Kircheninnere auf die Empore, welche traditionell den Männern vorbehalten ist, die während einer Messe der Tradition nach von den Frauen getrennt sitzen. Die Eingangstür im Westen ist in einem Rundbogen mit großen Keilsteinen und mit runden Stäben verziert versehen. Unter dem Vorbau sind scheibenförmige Grabstelen, genannt Hilarri, aufbewahrt und eine Gedenktafel an die im Ersten Weltkrieg gefallenen Soldaten der Gemeinde angebracht.[9][10]

- Bauernhof Bordaburua. Zu Beginn des 17. Jahrhunderts wurde das Bauernhaus in einer traditionellen Weise gebaut mit einem Wohnbereich und einem Schafstall rund um einen eskaratz, einer Diele, von der alle anderen Räume zugänglich sind. Oberhalb des Schafstalls befand sich im Dachgeschoss des hinteren Teils des Gebäudes der Heuboden. Ein Ofen zum Backen von Broten war in einem kleinen Anbau untergebracht. Im Laufe des 19. Jahrhunderts fanden umfangreiche Umbauten statt, bei denen der Wohnbereich vom landwirtschaftlichen Arbeitsbereich räumlich getrennt wurde. Das Gebäude wurde links von der Eingangstür erweitert und in einem ersten Schritt mit einem neuen Schafstall mit Heuboden versehen. Der Zugang zum ehemaligen Schafstall rechts vom Eingang wurde im gleichen Zug zugemauert. Eine zweite Erweiterung nach links mit einem erneuten Bau eines Schafstalls mit Heuboden fand in der Folge statt. Der heutige Wohntrakt stammt aus dem Jahr 1897, wie die Inschrift „BATIR PAR JEANNE ETCHECOIN ET ARNAUD ELICAGARAY L’AN 1897“ (deutsch Gebaut von Jeanne Etchecoin und Arnad Elicagaray im Jahr 1897) belegt.[11][12]

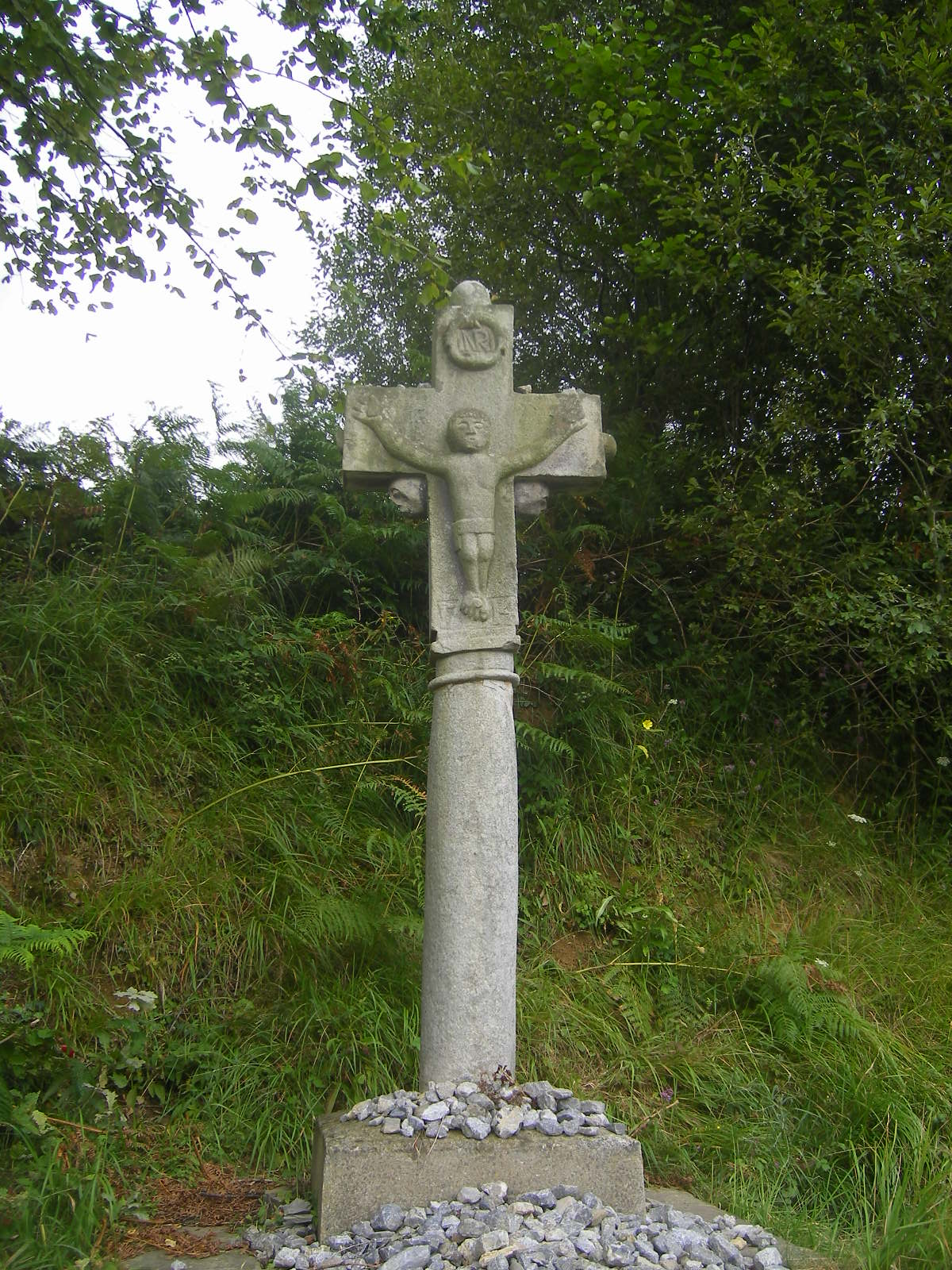
Wegekreuz von Galcetaburu

- Bauernhof Bidegainea. Das ursprüngliche Gebäude wurde vermutlich im 17. Jahrhundert in der gleichen traditionellen Aufteilung der Räume rund um einen eskaratz errichtet wie das Bauernhaus Bordaburua. Das Besondere an dem zentralen Gebäudeteil ist das Fachwerk aus Holz. Im Laufe des 18. Jahrhunderts wurden zwei Seitenteile angefügt, im 19. Jahrhundert wurde das Bauernhaus umgestaltet einschließlich einer Erneuerung der Tür des eskaratz. Einige architekturale Elemente, wie z. B. ein offener Kamin, stammen aus der Zeit der Ersterrichtung.[13][14]

- Wegekreuz von Galcetaburu. Die Route départementale 933 (ehemalige Route nationale 133) folgt einer alten Römerstraße, im Mittelalter Teil eines Jakobswegs nach Santiago de Compostela. An seinem höchsten Punkt auf dem Abschnitt zwischen dem Tal der Bidouze und dem Tal der Nive, an der Einmündung der Straße, die zum Ortszentrum führt, ist im Jahre 1714 ein Wegekreuz aus Stein errichtet worden. Das auf einem Kapitell einer Säule angebrachte Kreuz hat die Form eines lateinischen Kreuzes, wobei die Arme in Halbkugeln enden. Ein gekreuzigter Christus wird darauf dargestellt, den Kopf genau in der Mitte, die übergroßen Hände mit gleich großen Fingern ausgebreitet, die Arme nach oben gerichtet. Die Jahreszahl 1714 ist an seinen Füßen in den Stein gemeißelt. Zwei Köpfe ragen unterhalb des Querbalkens hervor. Auf der Rückseite sind die ersten Verse der Vexilla regis als Inschrift eingraviert.[15]

## Wirtschaft und Infrastruktur

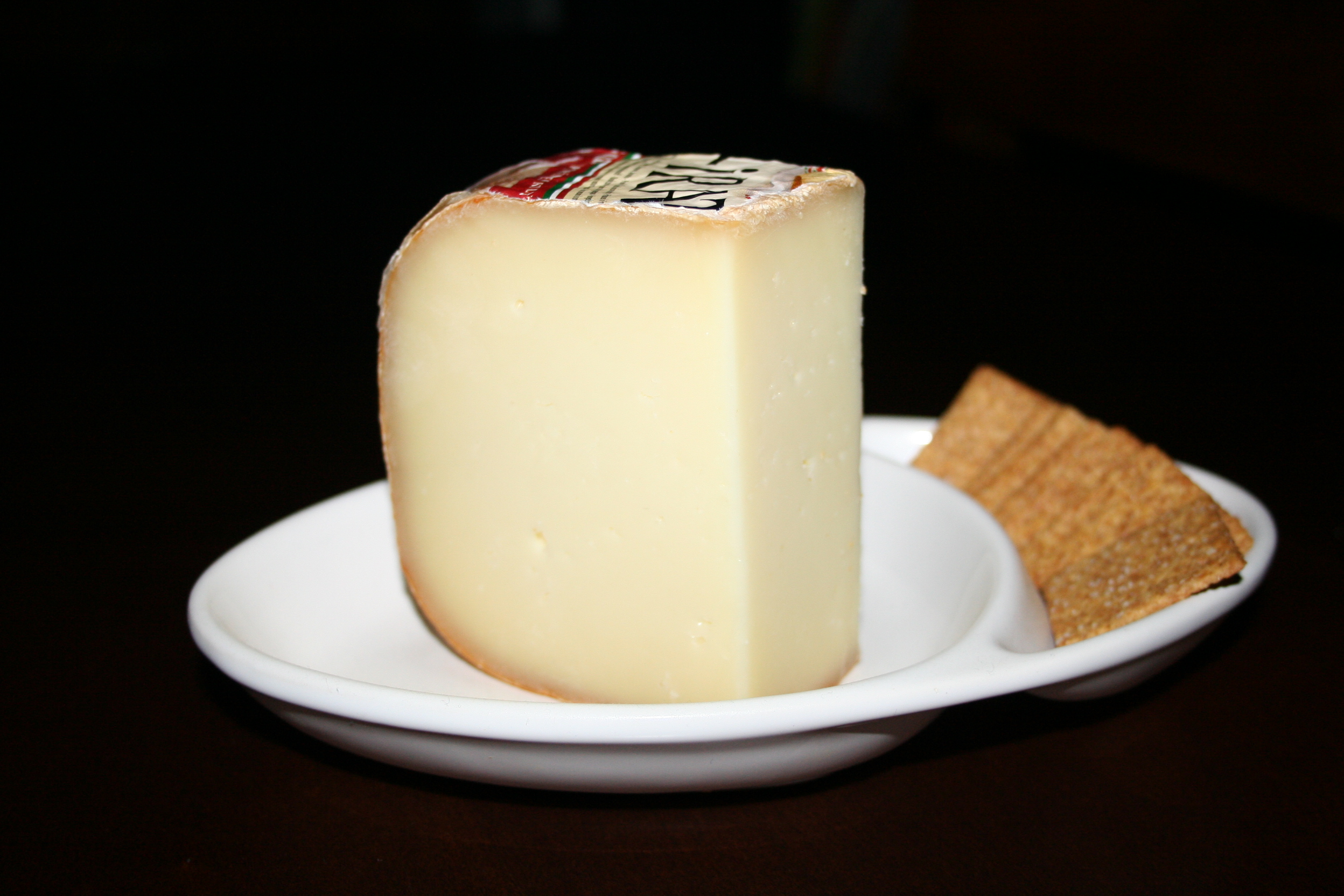
Ossau-Iraty

Landwirtschaft und Lebensmittelverarbeitung sind wichtige Wirtschaftsfaktoren der Gemeinde. Einer der größten Fleischverarbeitungsbetriebe des Départements hat einen seiner Standorte in der Gemeinde. Gamarthe liegt in den Zonen AOC des Ossau-Iraty, eines traditionell hergestellten Schnittkäses aus Schafmilch, sowie der Schweinerasse und des Schinkens „Kintoa“.

### Sport und Freizeit
Der Fernwanderweg GR 65 von Genf nach Roncesvalles führt mitten durch die Gemeinde. Er folgt der Via Podiensis, einem der vier historischen Jakobswege.
Der Fernwanderweg GR 78 von Carcassonne nach Saint-Jean-Pied-de-Port streift ebenfalls das Gemeindegebiet.

### Verkehr
Gamarthe wird durchquert von den Routes départementales 120, 522 und 933, der ehemalige Route nationale 133.